# جتا وی‌اس۷
جتا وی‌اس۷ یک کراس‌اوور اس‌یووی اندازه متوسط است که توسط فاو-فولکس‌واگن برای برند انحصاری چینی خود، جتا تولید می‌شود.

## بررسی
جتا وی‌اس۷ اولین بار در نمایشگاه خودرو شانگهای در آوریل ۲۰۱۹، همزمان با معرفی برند تازه تأسیس جتا، یک برند متمرکز بر جوانان در چین با نام فولکس‌واگن جتا رونمایی شد. فروش این خودرو در بازار چین مارس ۲۰۲۰ آغاز شد.

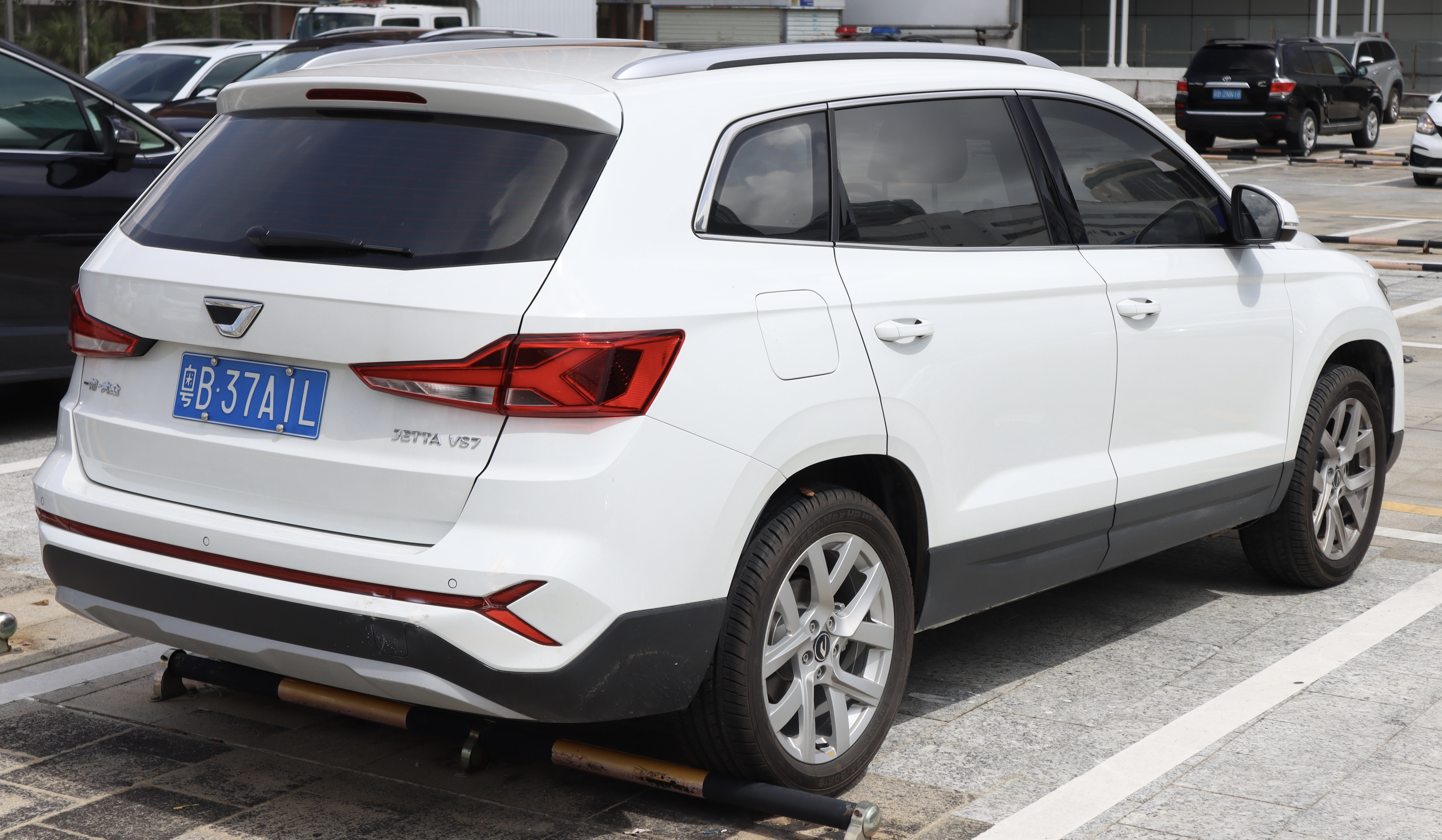
نمای عقب

وی‌اس۷ که توسط فاو-فولکس‌واگن در چنگدو تولید می‌شود، به عنوان نسخه کشیده و سه ردیفه جتا وی‌اس۵ عمل می‌کند. این خودرو از موتور EA211، یک موتور چهار سیلندر خطی توربوشارژر ۱٫۴ لیتری با قدرت ۱۴۸ اسب بخار و گشتاور ۲۵۰ نیوتن متر استفاده می‌کند. وی‌اس۷ پلتفرم مشابهی با سیات تاراکو و اشکودا کودیاک دارد.
در ابتدا، جتا وی‌اس۷ انحصاری در بازار چین بود ولی بعداً در بازارهای کامبوج، روسیه و ایران نیز عرضه شد.